# Nathalie de Vries
Nathalie de Vries, née le 22 mars 1965 à Appingedam, est une architecte néerlandaise. Elle est associée et membre-fondatrice du bureau MVRDV, de renommée internationale et un des plus connus de Rotterdam.

## Biographie
Elle étudie de 1984 à 1990 l'architecture à l'université de technologie de Delft. 
Elle travaille ensuite chez Martinez Lapenas & Torres Arquitectos à Barcelone, D.J.V. Architects à Rotterdam and Mecanoo Architects à Delft. 
En 1991 elle fonde à Rotterdam avec Winy Maas et Jacob van Rijs l'agence d'architecture MVRDV.
Nathalie de Vries a enseigné dans de nombreuses universités comme l'université de technologie de Delft, l'université technique de Berlin, le Berlage Institut à Rotterdam et la Architectural Association London. Depuis 2013 elle est professeure à l'Académie des beaux-arts de Düsseldorf. 
Depuis 2010, elle est membre du bord de conseil de l'Institut d'architecture des Pays-Bas

## Publications
- MVRDV (Winy Maas, Jacob van Rijs und Nathalie de Vries)